# Бранко Бауер
Бранко Бауер (Дубровник, 18. фебруар 1921 — Загреб, 11. април 2002) био је хрватски и југословенски филмски редитељ.

## Живот
Рођен је 18. фебруара 1921. године у Дубровнику.
Филмску каријеру почиње у "Јадран филму“ 1949. године, као организатор и редитељ Филмских новости. Самостално је режирао десетак кратких документарних и играних филмова.
Први у Југославији режира филмове о деци и за децу. У њима спаја свој изворни крајолик Јадранског мора са савременим причама ("Сињи галеб“, 1953, адаптација истоименог романа Тоне Селишкара и „Милиони на отоку“, 1955). Његов идући филм „Не окрећи се сине“ (1956) сматра се једним од најзначајнијих филмова с тематиком НОБ-а и Другог светског рата, награђен је с три Златне арене у Пули. Та потресна прича о дечаку којег рат и фашизам одвајају од оца, испричана је одмереном динамиком, која је складно повезана с индивидуализацијом и психолошком продубљеношћу лица.
Аутор је једне од првих домаћих мелодрама „Само људи“ (1957), о љубави ратног инвалида и слепе девојке, па и једне од првих комедија о свакидашњици студентског пара који тражи стан ("Мартин у облацима“, 1961). У међувремену 1959. снимио је филм „Три Ане“ такође савремену причу о оцу који тражи у рату изгубљену ћерку.
Један од његових најпопуларнијих остварења је филм "Прекобројна" (1962), који на комичан начин описује живот младих на радним акцијама.
Седамдесетих ствара запажене филмове о деци у рату: "Зимовање у Јакобсфелду", "Салаш у малом риту" (1976) и биографски филм "Бошко Буха" (1978).
Пред крај живота био је активан у организацији новооформљеног Мотовун филм фестивала у Хрватској. Умро је 11. априла 2002. године у Загребу.

## Филмографија

### режија
- 1953 — Сињи галеб
- 1955 — Милиони на отоку
- 1956 — Не окрећи се сине
- 1957 — Само људи
- 1959 — Три Ане
- 1961 — Мартин у облацима
- 1962 — Прекобројна
- 1963 — Лицем у лице
- 1964 — Николетина Бурсаћ
- 1965 — Доћи и остати
- 1967 — Четврти супутник
- 1975 — Зимовање у Јакобсфелду
- 1976 — Салаш у Малом Риту
- 1978 — Бошко Буха

### Сценарио
- 1953 — Сињи галеб (заједно са Јосипом Барковићем)
- 1956 — Не окрећи се сине (заједно са Арсеном Диклићем)
- 1959 — Три Ане (заједно са Арсеном Диклићем)
- 1962 — Прекобројна (заједно са Крешимиром Голиком)
- 1964 — Николетина Бурсаћ (заједно са и Бранком Ћопићем)
- 1967 — Четврти супутник
- 1975 — Зимовање у Јакобсфелду (заједно са Арсеном Диклићем)
- 1976 — Салаш у Малом Риту (заједно са Арсеном Диклићем)

## Награде и одликовања
- Филмски фестивал у Пули:[2]
  - 1956 — Златна арена за режију филма „Не окрећи се сине“
  - 1962 — Награда ЦК Народне омладине Југославије за режију филма „Прекобројна“
  - 1963 — Златна арена за режију филма „Лицем у лице“
  - 1975 — Сребрна арена за сценарио филма „Зимовање у Јакобсфелду“
  - 1976 — Бронзана арена за режију и Сребрна арена за сценарио филма „Салаш у Малом риту“
  - 1980 — Велика златна арена за целокупни филмски опус и ауторски допринос филму
- Републичка награда СР Хрватске "Владимир Назор" за животно дело
- Орден заслуга за народ са сребрном звездом
- Орден братства и јединства са златним венцем